# Prokletý (Dr. House)
Prokletý (v anglickém originále Cursed) je třináctá epizoda z první řady seriálu Dr. House.

## Děj
Pacientem je dvanáctiletý Gabe, který šel po škole s kamarády do opuštěného domu, kde s nimi věští budoucnost. Bylo mu řečeno, že do roka zemře. Zanedlouho má vysoké horečky, vyrážku na ruce a zkolabuje. Jeho rodiče jsou rozvedeni. Gabův otec Jeffrey, sponzor nemocnice, navrhuje leishmaniózu a filariózu, ale neposlouchají ho. Gabe řekne Chasovi o prokletí i o domu, kde byl. Chase se tam vypraví a chce najít příčinu nemoci. Nalezne tam starou plstěnou izolaci v níž jsou stopy antraxu. House jej léčí na otravu antraxem, ale dostane alergickou reakci na antibiotika. Chasův otec, uznávaný revmatolog, se domnívá, že příčinou onemocnění je sarkoidóza. Na Gabových zádech a dalších částech těla se začínají objevovat kožní léze. Chase nechce s otcem mluvit a vyčítá mu, že jeho a matku opustil, když mu bylo patnáct let. House si všimne, že Chasův otec jí dietní jídlo, které jedí lidé s rakovinou a že pod krkem má naváděcí bod pro ozařování. Ten mu sdělí, že má čtvrté stádium rakoviny plic. Wilson Housovi řekne, že mu zbývají zhruba tři měsíce života. Poté, co všechny možné teorie zkrachovaly si House vzpomněl, že Gabův otec zmiňoval leishmaniózu a filariázu, které jsou typické pro jihovýchodní Asii. Jeffrey přizná, že byl dva roky v Indii, kde přišel o všechny své peníze hledáním guru v Ašramu. Jeffrey má problémy s rukou. House napadne onemocnění leprou a nakonec chlapce zachrání.
Ke konci epizody se Chase loučí na letišti s otcem a slibuje mu, že za ním příští podzim přiletí. Netuší však, že je to naposled, co ho vidí.

## Diagnózy
- špatné diagnózy: lymská borelióza, otrava antraxem, sarkoidóza, problém s autoimunitou, mnohočetná neurofibromatóza
- správná diagnóza: lepra, infekce od otce